# Richard Stahl
Richard Stahl (West-Pruisen, 19 oktober 1858 – New York, 5 juli 1899) was een Duits-Amerikaans componist en dirigent.

## Levensloop
Stahl werd aanvankelijk opgeleid als militaire muzikant. Rond 1880 vertrok hij naar de Verenigde Staten. Hij werd directeur van een theatergroep. Vanaf 1887 werkte hij als componist in San Francisco en was zowel met zijn toneelmuziek alsook zijn instrumentale muziek succesrijk.

## Composities

### Werken voor orkest
- 1881 President James A. Garfield's Grand Inauguration March
- 1883 Lillian Russell Waltz
- 1883 I've Spent My Last Dime
- 1893 The Pretty Girl Across the Street
- 1897 Mary Jane Marie

### Werken voor harmonieorkest
- 1881 President James A. Garfield's Grand Inauguration March
- 1896 Broadway Types, ouverture
- 1896 Selectie uit de opera "Saïd Pascha"
- 1896 The Ransome Guard, militaire ouverture
- Leona, ouverture

### Muziektheater

#### Opera's
| Voltooid in | titel          | aktes   | première                          | libretto                              |
| ----------- | -------------- | ------- | --------------------------------- | ------------------------------------- |
| 1889        | Saïd Pasha     | 2 aktes | San Francisco, Tivoli Opera House | Scott Marble en de componist          |
| 1890        | The Sea King   |         | San Francisco, California Theatre | van de componist en Webster C. Fulton |
|             | The Lion Tamer |         |                                   |                                       |

#### Musical
| Voltooid in | titel                         | aktes | première                                    | libretto        |
| ----------- | ----------------------------- | ----- | ------------------------------------------- | --------------- |
| 1898        | A Day and a Night in New York |       | 30 augustus 1898, New York, Garrick Theatre | Charles H. Hoyt |

### Vocale muziek
- 1895 Love’s Serenade uit "A Milk White Flag", voor zang en piano
- 1896 My First and Only Love, voor zang en piano
- 1896 Her Skirt went a little bit higher, voor zang en piano - tekst: Charles H. Hoyt

- Library of Congress Control Number: no98112449
- Virtual International Authority File: 31619752
- WorldCat: E39PBJx8DjPKQ8DCXP7P9BVDMP